# Ibrahim ibn Tasufin
Ibrahim ibn Tasufin fue el cuarto emir de la dinastía bereber de los almorávides. Fue el sucesor de Tasufin ben Ali ben Yusef y reinó poco tiempo, entre 1146 y 1147. Ibrahim ibn Tasufin murió en Orán en 1147 luchando contra las tropas almohades, que ya habían vencido ante Tremecén.

## Emir
Se hallaba en Marrakech, la capital almorávide, cuando en abril del 1145 llegó la noticia de la muerte de su padre en Orán. Fue proclamado emir inmediatamente, aunque dada su juventud —debía de tener por entonces nueve o diez años— e incapaz para llevar los asuntos de Estado, fue depuesto al poco tiempo. Se calcula que debió de reinar unos dos meses antes de que su tío paterno lograse que se le declarase incapaz para ejercer el cargo. Ishaq ya había intentado hacerse con el poder antes: con el respaldo de su madre, había tratado infructuosamente de que su padre Alí ibn Yúsuf lo nombrase heredero, en vez de a Tasufin ben Alí ben Yúsef. Si bien entonces había fracasado frente a su hermano, esta vez venció a su joven sobrino. Él mismo tampoco era mucho mayor que este, pues apenas había alcanzado la pubertad —debía de tener unos quince o dieciséis años—.
Se cree que debió morir, junto con otros miembros de la familiar real almorávide, tras la toma de la capital, Marrakech, a finales de marzo del 1147.